# Портрет Николая Дмитриевича Олсуфьева
«Портрет Николая Дмитриевича Олсуфьева» — картина Джорджа Доу и его мастерской из Военной галереи Зимнего дворца.
Картина представляет собой погрудный портрет генерал-майора Николая Дмитриевича Олсуфьева из состава Военной галереи Зимнего дворца.
Во время Отечественной войны 1812 года полковник Олсуфьев состоял адъютантом великого князя Константина Павловича, в декабре 1812 года произведён в генерал-майоры. В Заграничном походе отличился в сражениях при Кульме, Лейпциге и Фер-Шампенуазе.
Изображён в генеральском мундире, введённом для кавалерийских генералов 6 апреля 1814 года. Слева на груди звезда ордена Св. Анны 1-й степени; на шее крест ордена Святого Владимира 3-й степени; справа на груди крест ордена Св. Георгия 4-го класса, серебряная медаль «В память Отечественной войны 1812 года» на Андреевской ленте и бронзовая дворянская медаль «В память Отечественной войны 1812 года» на Владимирской ленте. Слева, чуть ниже эполета, подпись художника и дата: paintd fr. portrt. by Dawe RA 1826 (в четыре строки). С тыльной стороны надпись: Olsoufieff. Подпись на раме: Н. Д. Олсуфьевъ 2й, Генералъ Маiоръ. В 1813 году Олсуфьев был награждён орденом Св. Владимира 2-й степени, поэтому вместо шейного креста этого ордена 3-й степени должен быть чуть более крупный крест 2-й степени и справа изображена на груди Владимирская звезда 2-й степени. Орден Св. Анны должен быть с алмазными знаками, которые Олсуфьеву были пожалованы в 1814 году.
7 августа 1820 года Комитетом Главного штаба по аттестации Олсуфьев был включён в список «генералов, служба которых не подлежит до рассмотрения Комитета», тем не менее решения о написании его портрета было принято. Гонорар за работу Доу был выплачен 4 апреля 1824 года и 19 мая 1826 года. Готовый портрет был принят в Эрмитаж 15 июня 1826 года. Поскольку Олсуфьев скончался ещё до приезда Доу в Россию, то художник для написания его портрета пользовался прототипом. Этим прототипом скорее всего является миниатюра неизвестного художника, выполненная около 1814 года. К началу XX века она находилась в коллекции великого князя Николая Михайловича и была опубликована им в издании «Русские портреты XVIII и XIX столетий». Современное местонахождение этой миниатюры неизвестно.
В 1840-е годы в мастерской И. П. Песоцкого по рисунку И. А. Клюквина с портрета была сделана литография, опубликованная в книге «Император Александр I и его сподвижники» и впоследствии неоднократно репродуцированная. В части тиража была напечатана другая литография, отличающаяся мелкими деталями.